# Kafr Dibbin
Kafr Dibbin (arab. كفر دبين) – miejscowość w Syrii, w muhafazie Idlib. W 2004 roku liczyła 3660 mieszkańców.